# Desmolaimoides thiobioticus
Desmolaimoides thiobioticus is een rondwormensoort uit de familie van de Linhomoeidae. De wetenschappelijke naam van de soort is voor het eerst geldig gepubliceerd in 1986 door Jensen.